# Митов, Борис
Борис Антонов Митов (11 января 1891, Варна, Княжество Болгария, Османская империя — 6 июля 1963, София, НРБ) — болгарский художник, портретист. Педагог. Заслуженный художник НРБ (1951). Лауреат Димитровской премии.

## Биография
Сын художника Антона Митова и Ольги Храмцовой, русской по происхождению.
Рисовал с детства, участвовал в художественных выставках с пятнадцати лет. Учился под руководством Ивана Ангелова в Художественно-промышленном училище в Софии.
В 1911 году отправился в Париж, где до 1914 года учился в Академии изящных искусств, в студии Фернана Кормона и в художественной школе Ивана Мырквички.
Во время Первой мировой войны был военным художником (1915—1918). В 1924—1929 — преподаватель рисунка и живописи, профессор (1929—1959) Академии художеств в Софии.

## Творчество
Автор многих портретов выдающихся деятелей культуры и политики Болгарии, в том числе, Г. Димитрова, П. Елина, Ж. Спиридонова, И. Шишманова, Д. Христова, своего отца А. Митова и др.
Кроме того, создал ряд картин в жанре ню.

## Награды
- Государственная премия Болгарии по искусству «За выдающуюся художественную деятельность» (1932)
- Димитровская премия (1951)
- Орден «Святые Равноапостольные Кирилл и Мефодий» (дважды, 1961 и 1963)
- Заслуженный художник НРБ (1951)